# Церква Святого Великомученика Євстафія Плакиди (Беримівці)

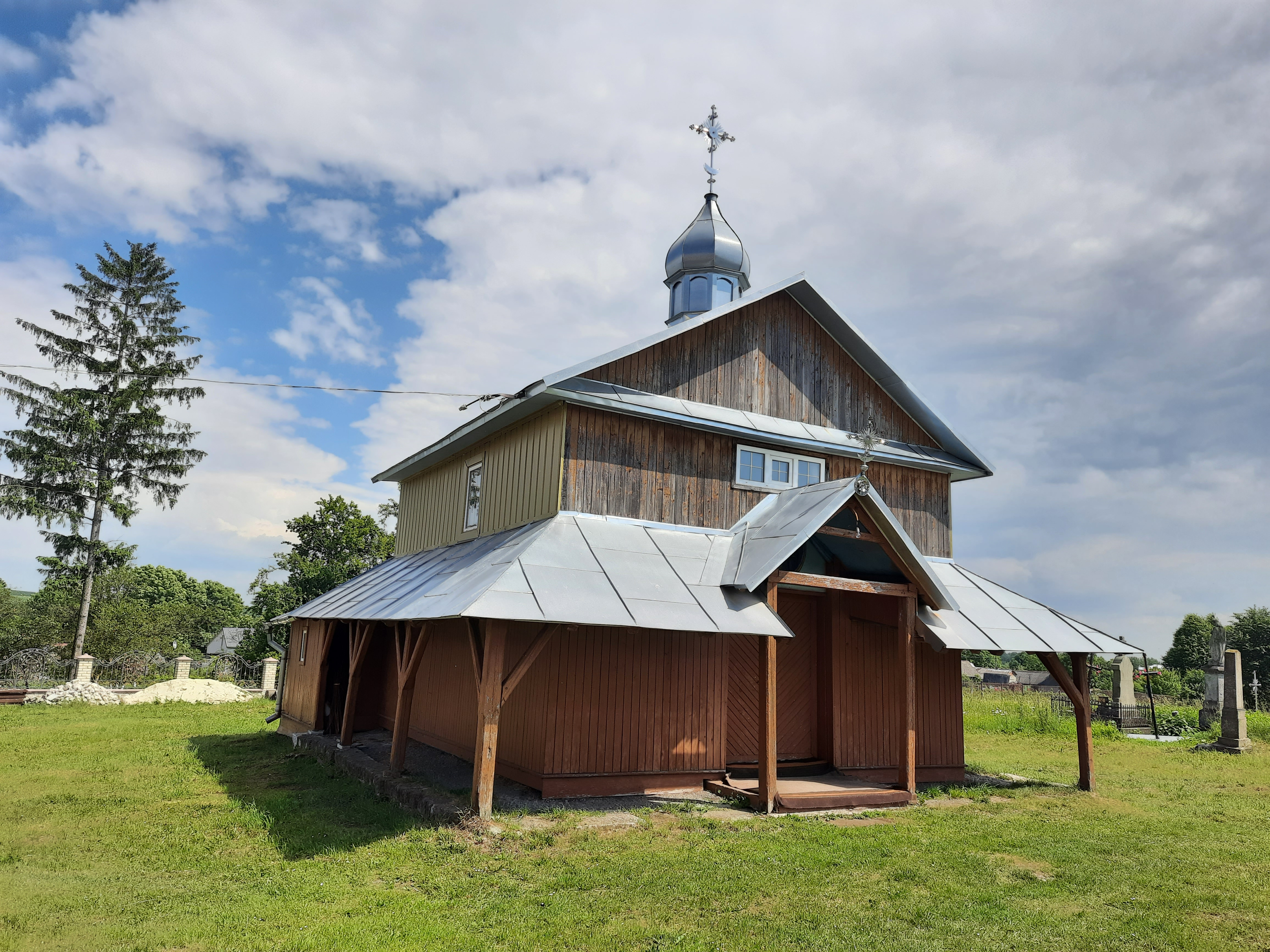
Дерев'яна церква Святого Великомученика Євстафія Плакиди (1924)

Церква Святого Великомученика Євстафія Плакиди в Беримівцях — парафія і храм ПЦУ в селі Беримівцях Зборівської громади Тернопільського району Тернопільської области України.

## Історія церкви
1924 року збудовано дерев'яний храм на місці давньої, яка існувала вже в [1832] року, але була зруйнована під час Першої світової війни. Належала до парафії с. Кудинівців (до [1918]).
1950 року церква закрита радянською владою, а 1975 — відновлено богослужіння. 2009 року завершено будівництво мурованого храму.
Кількість парафіян: 1832 — 242, 1844 — 211, 1854 — 219, 1864 — 250, 1874 — 338, 1884 — 282, 1894 — 401, 1904 — 481, 1914 — 640.

## Парохи
- о. Іван Попель ([1832]—1868+, адміністратор)
- о. Ізидор Темницький (1869—1873, адміністратор; 1873—1885)
- о. Іларіон Медицький
- о. Микола Пайкуш — нині[2].